# Districten van Zambia

Districten van Zambia

De districten van Zambia zijn een verdere bestuurlijke onderverdeling van de 10 provincies van Zambia.
De 116 districten (2022) zijn als volgt per provincie ingedeeld:

## Central

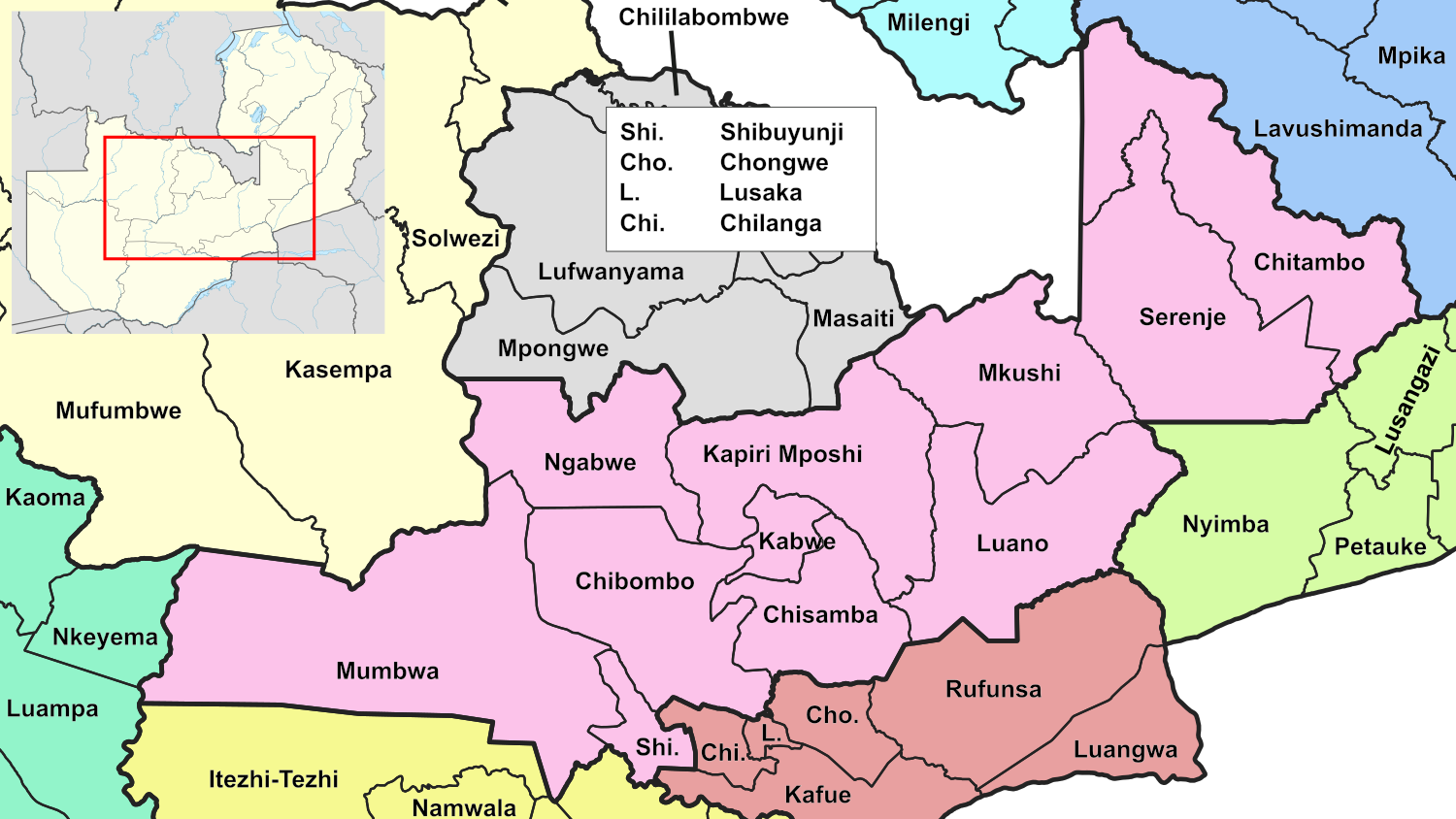
Districten van Central Zambia

- Chibombo
- Chisamba
- Chitambo
- Kabwe
- Kapiri Mposhi
- Luano
- Mkushi
- Mumbwa
- Ngabwe
- Serenje
- Shibuyunji

## Copperbelt

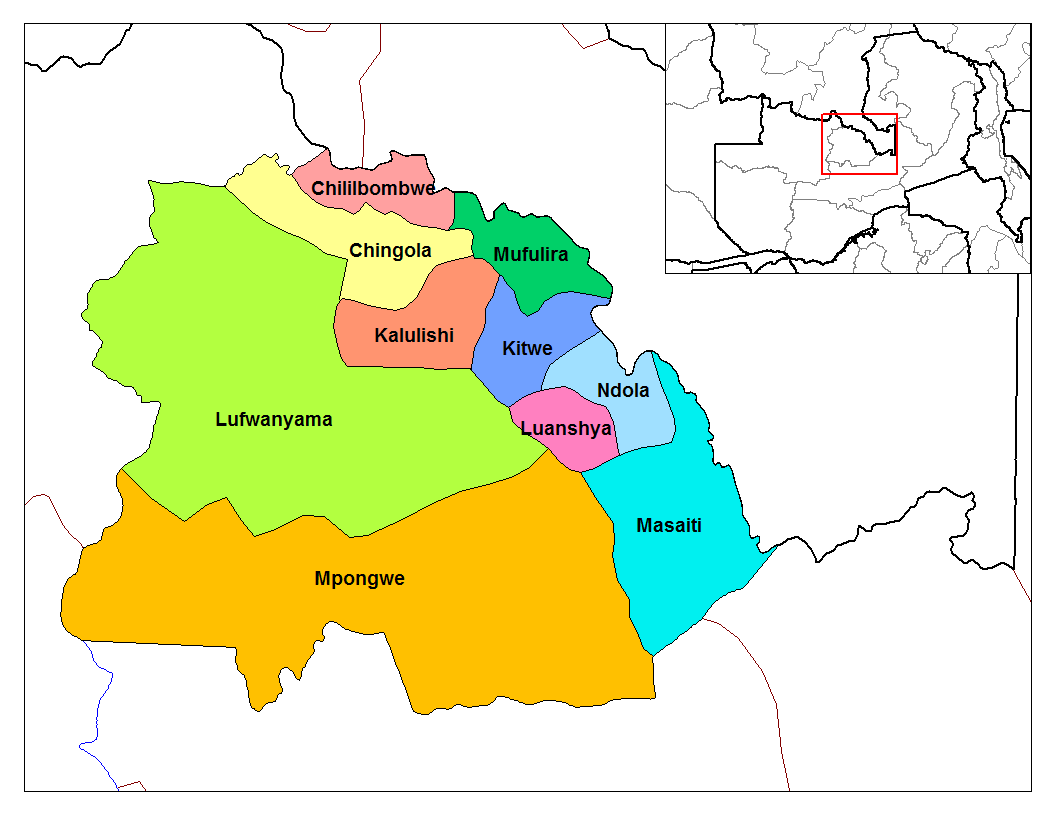
Districten van Copperbelt

- Chililabombwe
- Chingola
- Kalulushi
- Kitwe
- Luanshya
- Lufwanyama
- Masaiti
- Mpongwe
- Mufulira
- Ndola

## Eastern

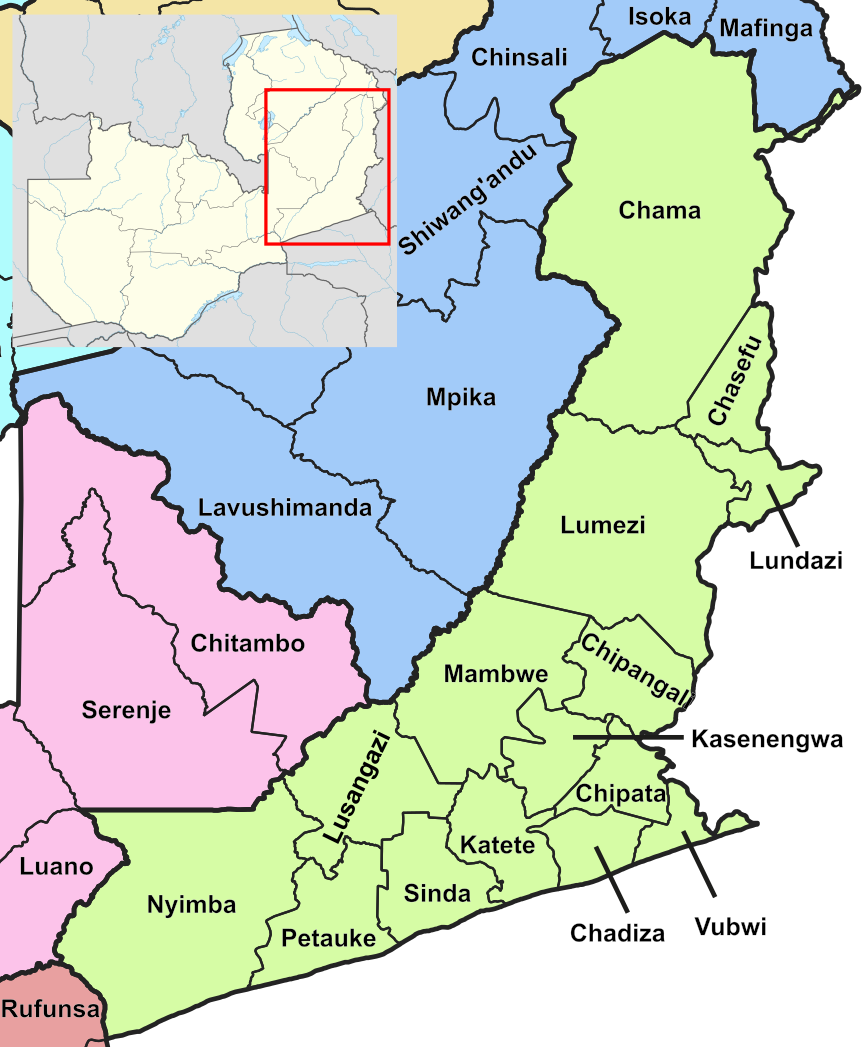
Districten van Eastern Zambia

- Chadiza
- Chama
- Chasefu
- Chipangali
- Chipata
- Kasenengwa
- Katete
- Lumezi
- Lundazi
- Lusangazi
- Mambwe
- Nyimba
- Petauke
- Sinda
- Vubwi

## Luapula

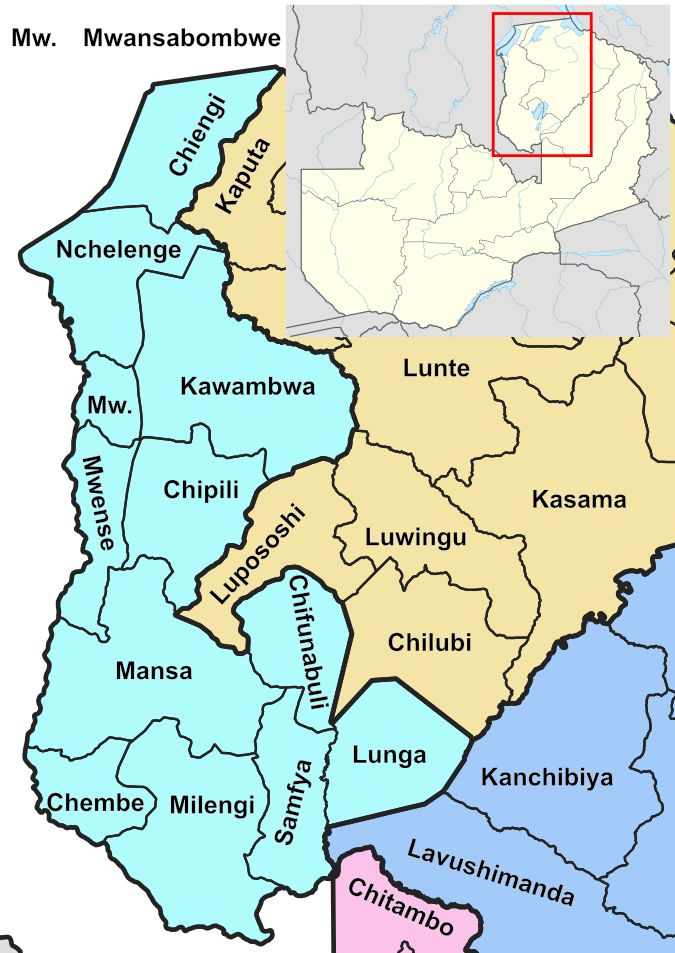
Districten van Luapula

- Chembe
- Chiengi
- Chifunabuli
- Chpili
- Kawambwa
- Lunga
- Mansa
- Milenge
- Mwansabombwe
- Mwense
- Nchelenge
- Samfya

## Lusaka

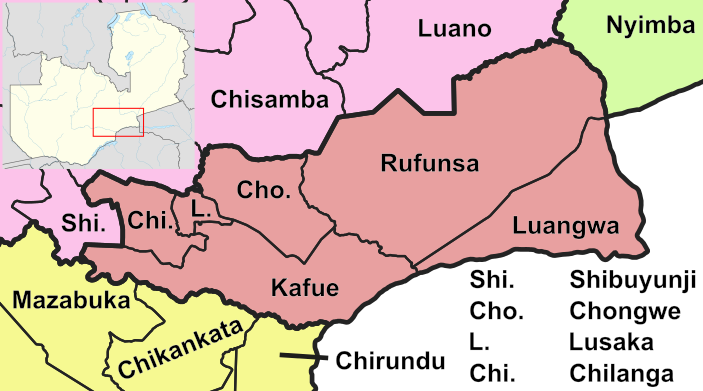
Districten van Lusaka

- Chilanga
- Chongwe
- Kafue
- Luangwa
- Lusaka
- Rufunsa

## Muchinga

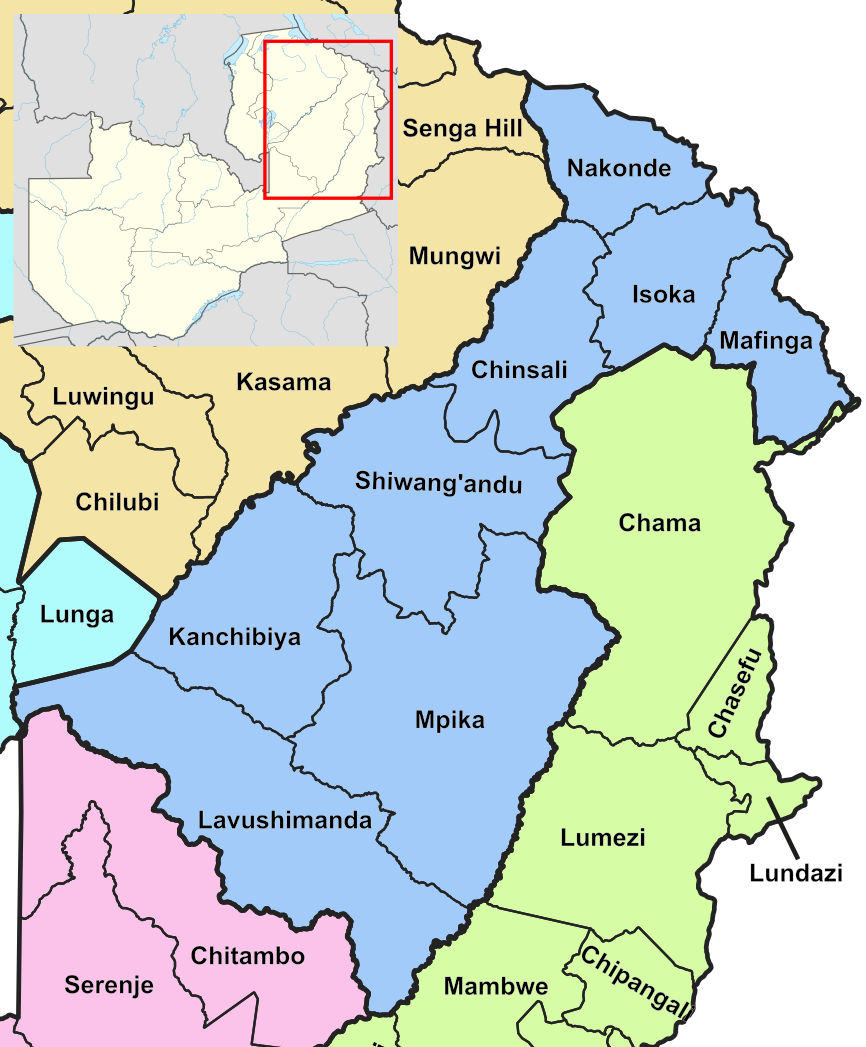
Districten van Muchinga.

- Chinsali
- Isoka
- Kanchibiya
- Lavushimanda
- Mafinga
- Mpika
- Nakonde
- Shiwang’andu

## North-Western

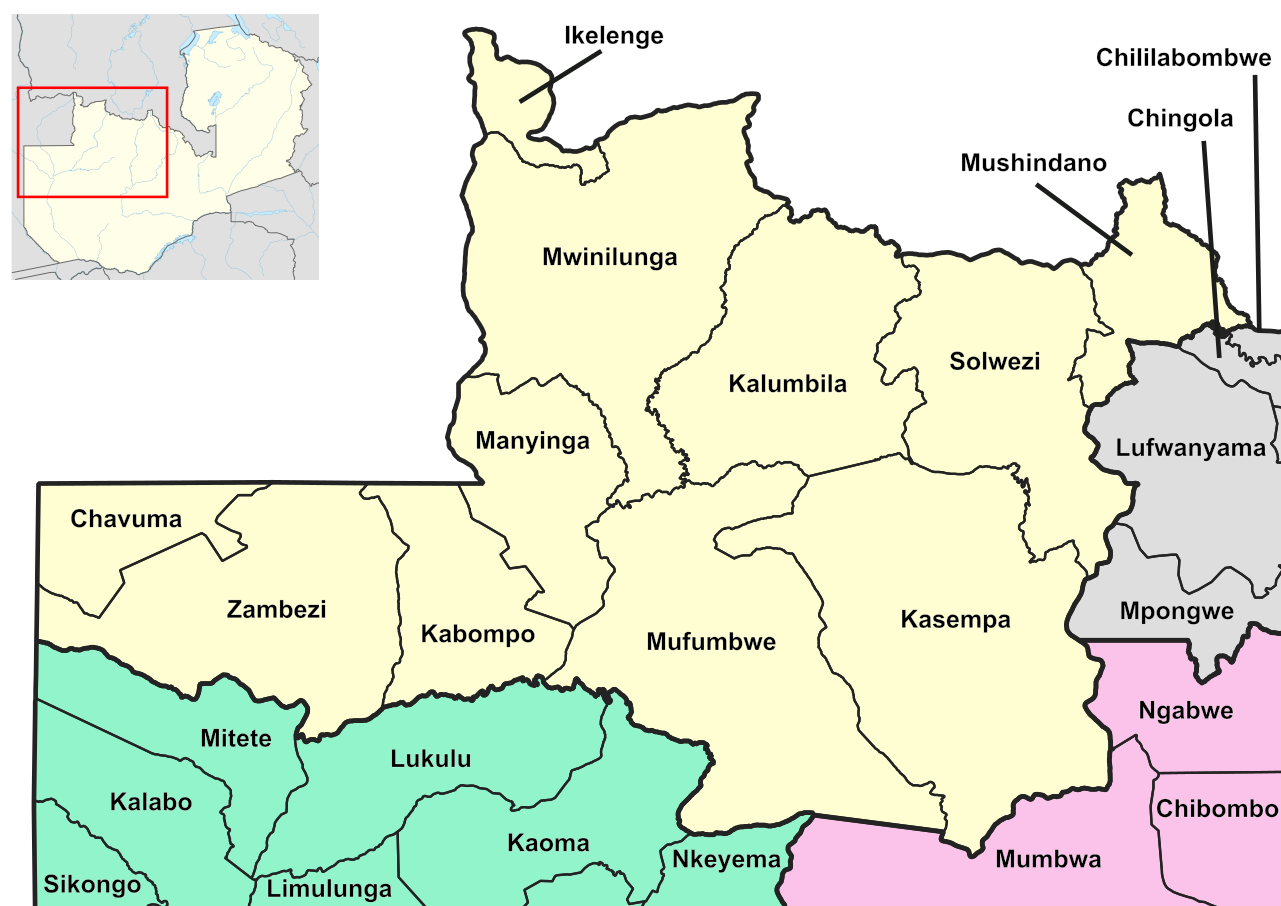
Districten van North-Western Zambia

- Chavuma
- Ikelenge
- Kabompo
- Kalumbila
- Kasempa
- Manyinga
- Mufumbwe
- Mushindamo
- Mwinilunga
- Solwezi
- Zambezi

## Northern

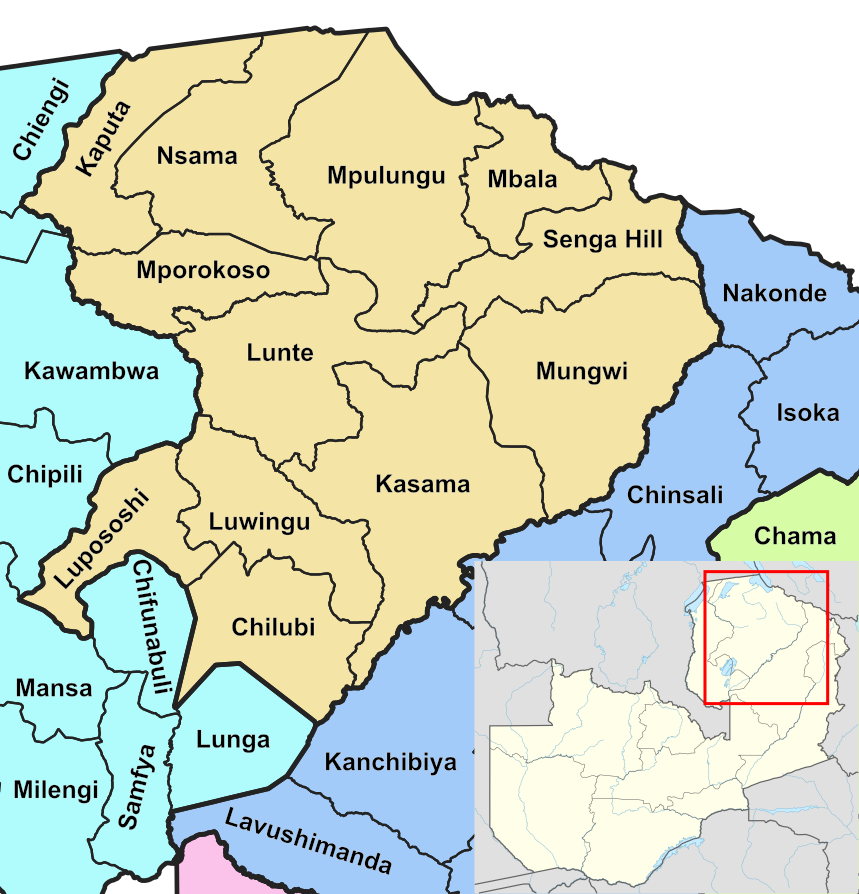
Districten van Northern Zambia

- Chilubi
- Kaputa
- Kasama
- Lunte
- Lupososhi
- Luwingu
- Mbala
- Mporokoso
- Mpulungu
- Mungwi
- Nsama
- Senga Hill

## Southern

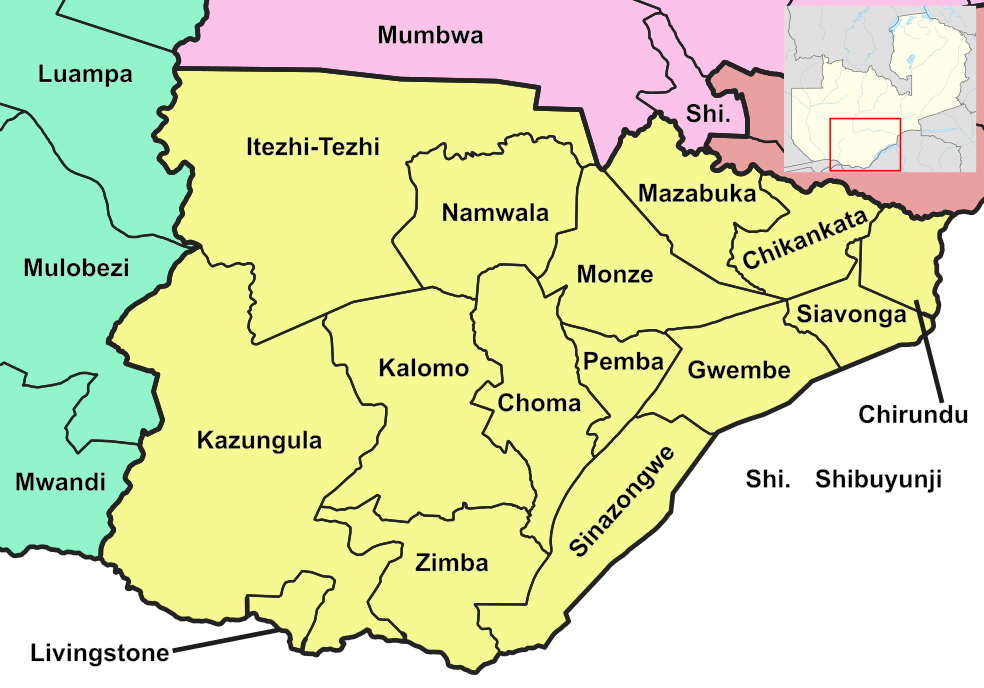
Districten van Southern Zambia

- Chikankata
- Chirundu
- Choma
- Gwembe
- Itezhi Tezhi
- Kalomo
- Kazungula
- Livingstone
- Mazabuka
- Monze
- Namwala
- Pemba
- Siavonga
- Sinazongwe
- Zimba

## Western

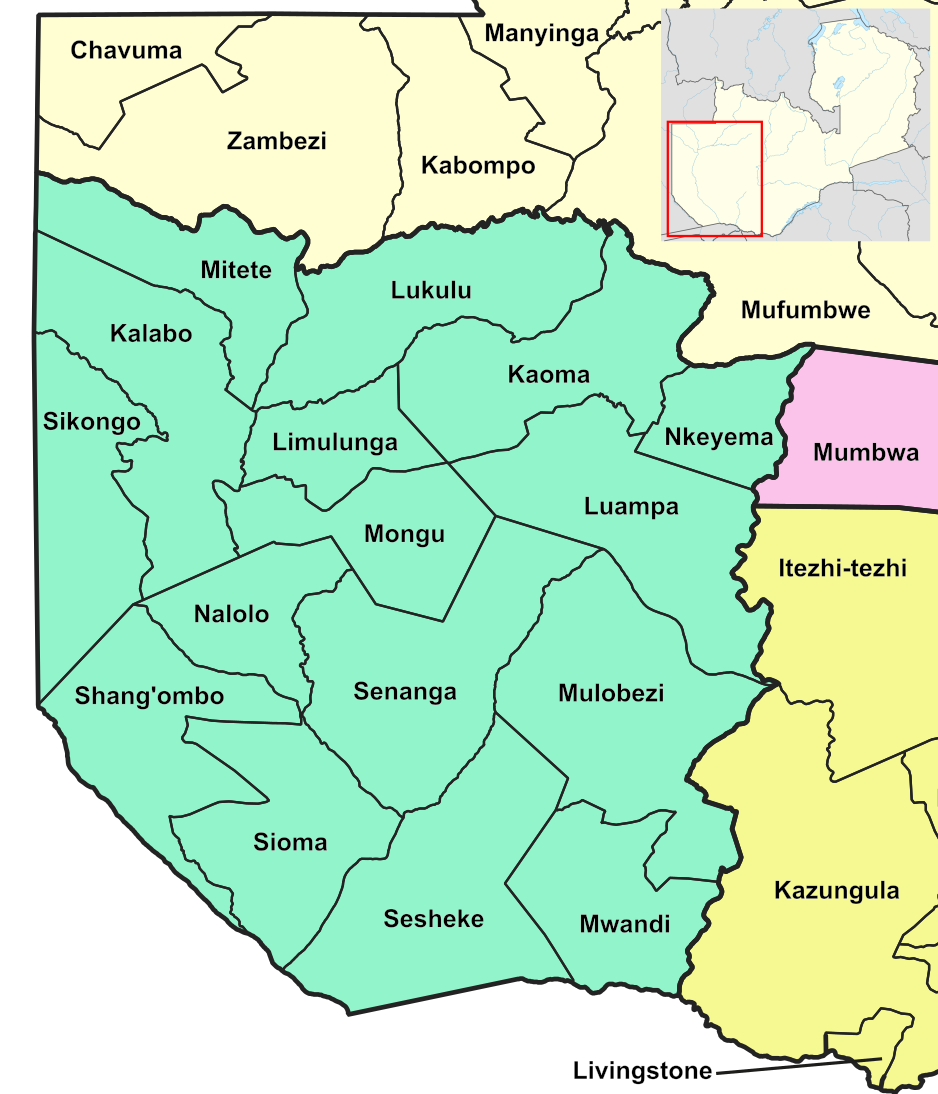
Districten van Western Zambia

- Kalabo
- Kaoma
- Limulunga
- Luampa
- Lukulu
- Mitete
- Mongu
- Mulobezi
- Mwandi
- Nalolo
- Nkeyema
- Senanga
- Sesheke
- Shangombo
- Sikongo
- Sioma